# Sứ đồ Phaolô
Phaolô thành Tarsus (còn gọi là Sao-lơ hoặc Saolê theo chữ Saul, Paulus, Thánh Phaolô Tông đồ, Thánh Phaolô hoặc Sứ đồ Phaolô, Thánh Bảo-lộc hay Sao-lộc (tiếng Latinh: Paulus; tiếng Hy Lạp: Παῦλος, đã Latinh hoá: Paulos; tiếng Copt: ⲡⲁⲩⲗⲟⲥ; khoảng 5 CN  – khoảng 64 hay 67 CN ), là "Sứ đồ của dân ngoại". Cùng các sứ đồ Phêrô, Gioan, Giacôbê, và Máccô,ông được xem một trong những cột trụ của Hội Thánh Kitô giáo tiên khởi, và là một nhân tố quan trọng đóng góp vào sự phát triển Kitô giáo thời kỳ sơ khai.
Không giống Mười hai Sứ đồ, không có tài liệu nào cho rằng Phaolô từng gặp Giêsu trước khi ông bị đóng đinh trên thập tự giá. Theo ký thuật của Tân Ước, Phaolô là người Do Thái chịu ảnh hưởng văn minh Hy Lạp và là công dân của Đế quốc La Mã, đến từ thành Tarsus (nay thuộc Thổ Nhĩ Kỳ). Phaolô là người kiên trì săn đuổi những Kitô hữu ban đầu (hầu hết là người Do Thái) để bách hại họ, cho đến khi chính ông trải qua kinh nghiệm lạ lùng trên đường đến thành Damascus. Trong một khải tượng, ông gặp Giêsu khi mắt ông đang bị mù trong một thời gian ngắn. Trải nghiệm này đã đem ông đến với đức tin Kitô giáo, chấp nhận Chúa Giêsu là Đấng Messiah và là Con Thiên Chúa. Phaolô khẳng định rằng ông nhận lãnh Phúc âm không phải từ con người, nhưng từ chính "sự mặc khải của Chúa Giêsu."
Sau khi chịu lễ Thanh Tẩy, Phaolô đến ngụ cư ở xứ Arabia (có lẽ là Nabataea) cho đến khi ông gia nhập cộng đồng Kitô hữu còn non trẻ ở Jerusalem, và ở lại với Phêrô (hoặc Phi-e-rơ) trong mười lăm ngày. Qua những thư tín gởi các cộng đồng Kitô giáo, Phaolô trình bày mạch lạc quan điểm của ông về mối quan hệ giữa tín hữu Kitô giáo người Do Thái với tín hữu Kitô giáo không phải người Do Thái, và giữa Moses với giáo huấn của Chúa Giêsu.
Phaolô được tôn kính như một vị Thánh trong nhiều nhánh Công giáo khác nhau như Công giáo Rôma, Chính Thống giáo Đông phương, Anh giáo và một số người thuộc Giáo hội Luther. Ông được xem là thánh quan thầy của Malta và thành phố Luân Đôn, một vài thành phố khác được đặt tên để vinh danh ông như São Paulo, Brasil và Saint Paul, Minnesota, Hoa Kỳ. Đạo Mormon xem ông là nhà tiên tri.
Các thư tín của Phaolô hình thành phần nền tảng của Tân Ước (được xem là nguồn quan trọng cho nền thần học của Hội Thánh ban đầu) cùng những nỗ lực của ông nhằm truyền bá Kitô giáo đến nhiều dân tộc, là mục tiêu của nhiều khuynh hướng luận giải khác nhau. Kitô giáo truyền thống xem các thư tín của Phaolô là một phần của kinh điển Tân Ước và xác định rõ ràng rằng tư tưởng của Phaolô là hoàn toàn phù hợp với giáo huấn của Giêsu và các sứ đồ khác.
Những người ủng hộ thần học giao ước tin rằng Hội Thánh đã thay thế dân tộc Do Thái trong vị trí Tuyển dân của Thiên Chúa, khơi mở những tranh luận hiện vẫn tiếp diễn xem xác định rõ ràng này có phải bắt nguồn từ ý tưởng của Phaolô khi ông giải thích Jeremiah 31: 31 và Ezekiel 36: 27, sau đó xác định rõ ràng này được chấp nhận rộng rãi trong cộng đồng Kitô giáo.
Ảnh hưởng của Phaolô trong tư tưởng Kitô giáo được xem là quan trọng hơn bất cứ tác giả Tân Ước nào, xuyên suốt hệ tư tưởng Kitô giáo cho đến ngày nay: từ Thánh Augustinô thành Hippo đến những bất đồng giữa Gottschalk và Hincmar thành Reims; giữa tư tưởng Thomas Aquinô và học thuyết của Molina; giữa Martin Luther, John Calvin và Arminius; giữa học thuyết của Jansen và các nhà thần học Dòng Tên, đến các tác phẩm của nhà thần học Karl Barth, đặc biệt là luận giải của Barth về một trong những bức thư tín của Phaolô.

## Cuộc đời

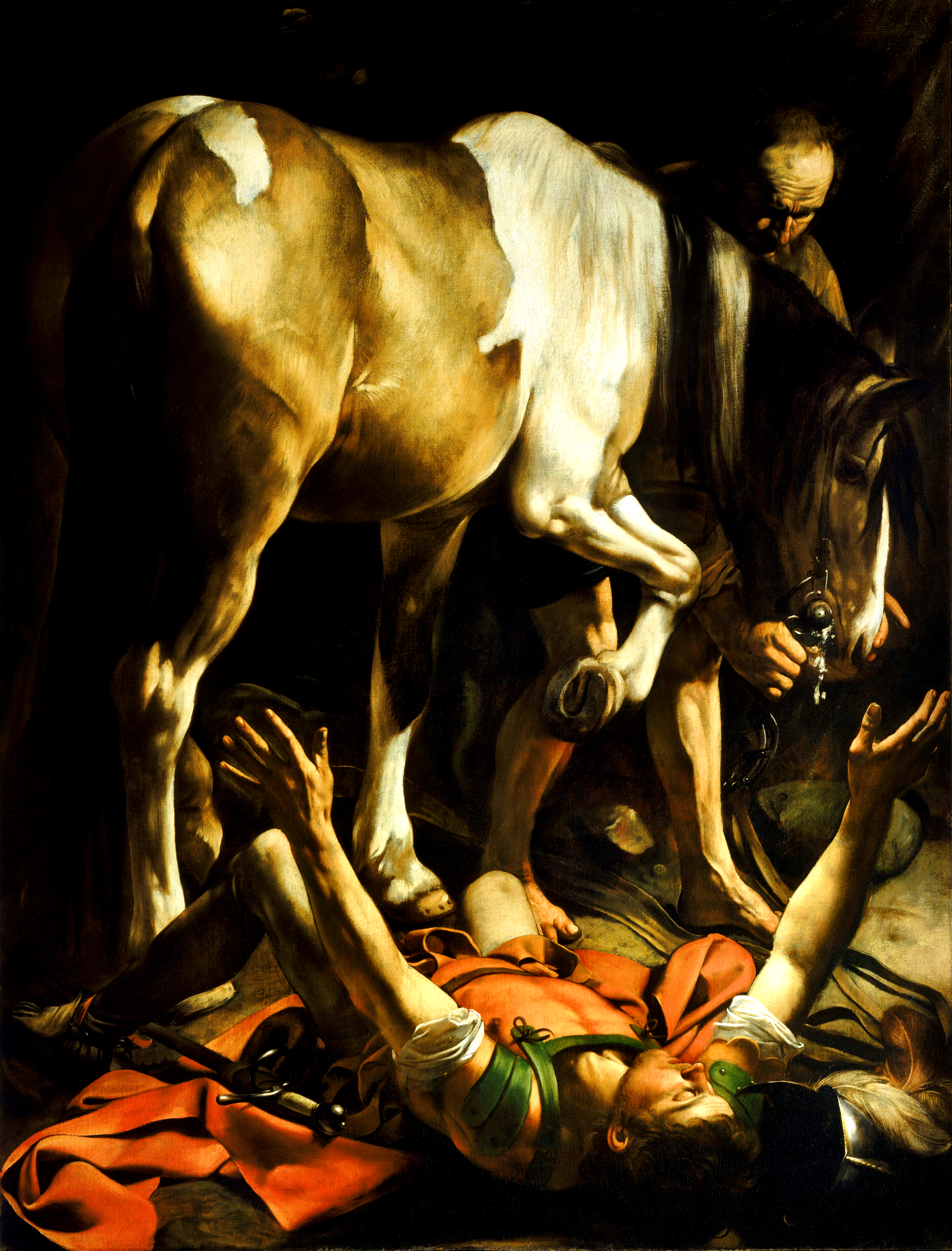
Phaolô trên đường đến Damascus,
_{tranh của Caravaggio (1600-1601)}

Có thể sử dụng hai nguồn chính để tái tạo những sự kiện quan trọng trong cuộc đời của Phaolô: các thư tín của ông và những ký thuật trong sách Công vụ các Sứ đồ. Có một vài khó khăn khi dựa vào hai nguồn thông tin này: những thư tín của Phaolô được viết trong quãng thời gian tương đối ngắn (có lẽ khoảng từ năm 50 – 58), và có những nghi vấn về một số sự kiện trong sách Công vụ. Riêng về Thứ kinh Công vụ của Phaolô và Thecla, các học giả thường không công nhận sách này, cho đó chỉ là một tác phẩm văn học được sáng tác trong thế kỷ thứ 2, do các sự kiện được chép trong đó không phù hợp với những ký thuật của sách Công vụ các Sứ đồ và các thư tín của Phaolô.

### Tuổi trẻ
Theo Công vụ các Sứ đồ, Phaolô sinh tại thành Tarsus, xứ Cilicia, thuộc Tiểu Á (nay là Thổ Nhĩ Kỳ) với tên Saul. Ông là người Israel thuộc chi phái Benjamin, được cắt bì vào ngày thứ tám, là một người Pharisee, và "là người sốt sắng quá đỗi về cựu truyền của tổ phụ" Theo sách Công vụ, Phaolô có quốc tịch La Mã - một đặc quyền mà ông đã dùng đến vài lần để tự bảo vệ mình 
Quan điểm được chấp nhận rộng rãi cho rằng Phaolô chưa hề kết hôn. Chính Phaolô đã viết;"Vậy, tôi nói với người những kẻ chưa cưới gả, và kẻ góa bụa rằng ở được như tôi thì hơn". Không có chứng cớ lịch sử nào đề cập đến việc Phaolô đã lập gia đình. Tuy nhiên, một số người lập luận rằng tập quán xã hội thời ấy đòi hỏi người Pharisee và thành viên Toà Công luận (Sanhedrin) phải lập gia đình. Nếu Phaolô là người Pharisee và có thể là thành viên Toà Công luận, thì có lẽ ông đã kết hôn vào một thời điểm nào đó trong cuộc đời.
Theo Công vụ 22: 3, Phaolô ở Jerusalem, theo học Gamaliel, một học giả tiếng tăm thời ấy. Khi đi nhiều nơi để rao giảng Phúc âm, Phaolô thường tự lo sinh kế cho mình như được chép trong Công vụ 18: 3, Phaolô từng sống với nghề may trại. Theo La Mã 16:2, Pheobe là người có những đóng góp tài chính hỗ trợ ông trong sứ mạng rao giảng phúc âm.

### Tiếp nhận Đức tin Kitô giáo

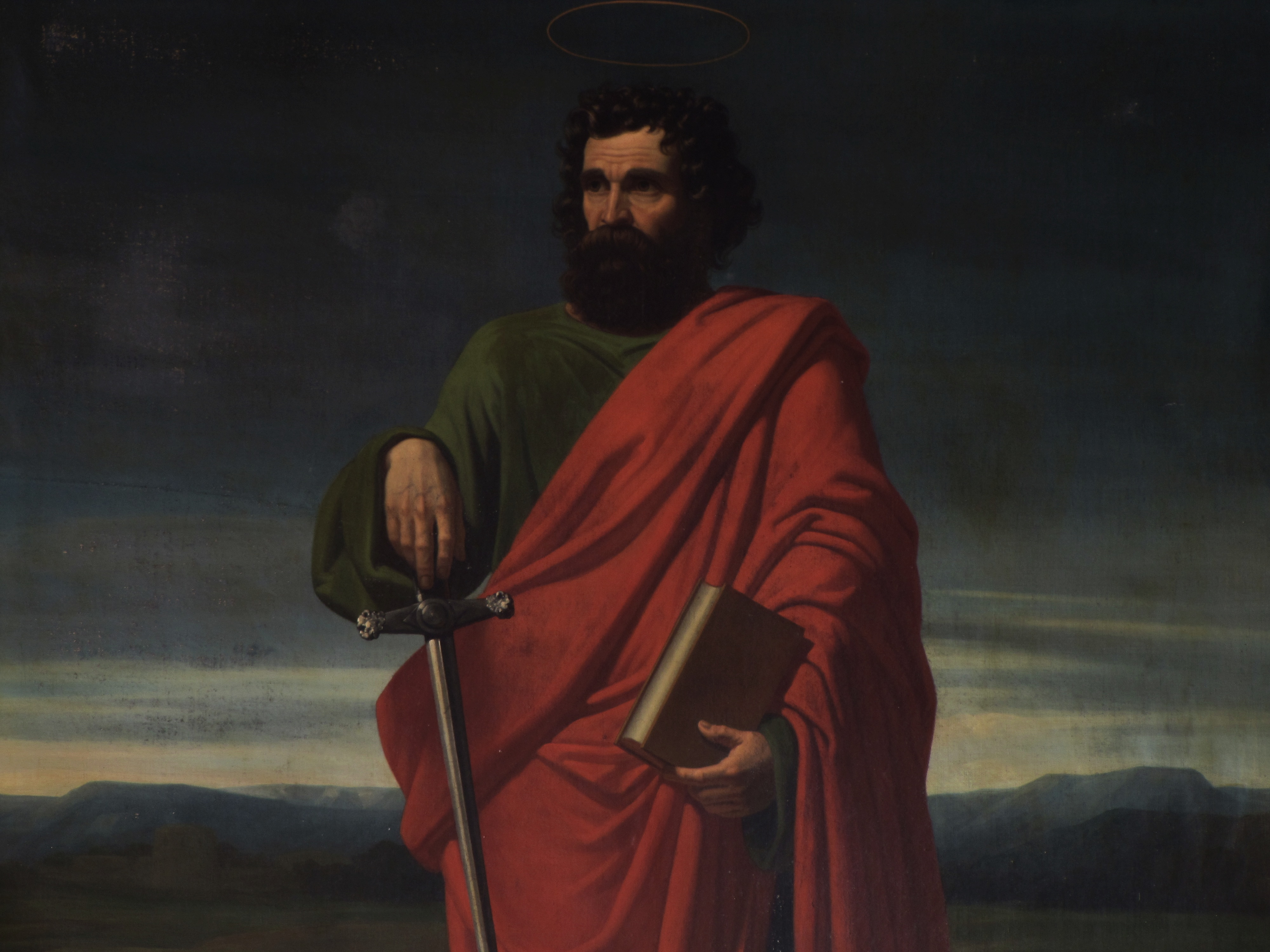
Sứ đồ Phaolô cầm cây gươm và thánh kinh, tranh trong nhà thờ St. Peter and St. Paul's Church Wissembourg ở Pháp

Theo lời tự thuật của Phaolô, ông tìm mọi cách để săn đuổi và bức hại các tín hữu Kitô giáo cho đến chết, theo ký thuật của sách Công vụ, ông có mặt trong số những người chứng kiến cái chết của Stephen, người tử đạo đầu tiên của Kitô giáo, nhưng về sau Phaolô đã chấp nhận đức tin Kitô giáo:
"Bấy giờ, Saul chỉ hằng ngăm đe và chém giết môn đồ của Chúa không thôi, đến cùng thầy cả thượng phẩm, xin người những bức thư đề gởi cho các nhà hội thành Damascus, hầu cho hễ gặp người nào thuộc về đạo, bất kỳ đàn ông đàn bà, thì trói giải về thành Jerusalem. Nhưng Saul đang đi đường gần đến thành Damascus, thình lình có ánh sáng từ trời soi sáng chung quanh người. Người té xuống đất, và nghe có tiếng phán cùng mình rằng: Hỡi Saul, Saul, sao ngươi bắt bớ ta? Người thưa rằng: Lạy Chúa, Chúa là ai? Chúa phán rằng: Ta là Giêsu mà ngươi bắt bớ; nhưng hãy đứng dây, vào trong thành, người ta sẽ cho ngươi mọi điều phải làm. Những kẻ đi cùng với người đều đứng lại sững sờ, nghe tiếng nói mà chẳng thấy ai hết. Saul chờ dậy khỏi đất, mắt dẫu mở, nhưng không thấy chi cả; người ta bèn cầm lấy tay dắt người đến thành Damascus; người ở đó ba ngày, chẳng thấy, chẳng ăn và cũng chẳng uống." (Công vụ 9. 1-9; xem thêm lời giải trần của Phaolô trước Vua Agrippa ở Công vụ 26, và Galatians 1. 13-16).

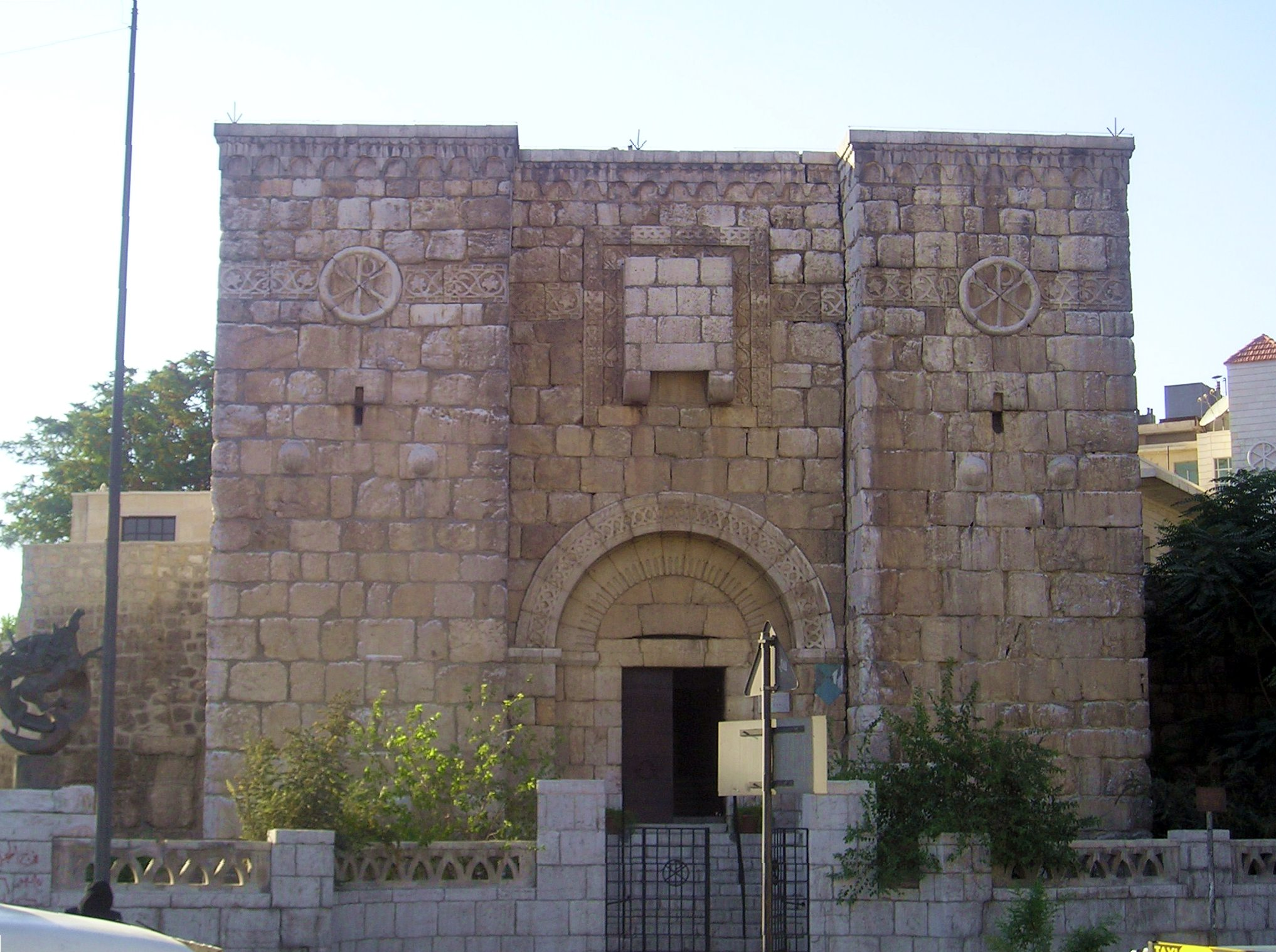
Cổng Kisan, nơi Phaolô trốn khỏi thành Damascus

Sau trải nghiệm tiếp nhận Kitô giáo, Phaolô lưu lại vài ngày ở Damascus rồi đến sống ở vương quốc Nabatea mà ông gọi là "Arabia", rồi trở lại Damascus, khi ấy đang ở dưới sự cai trị của người Nabatea. Ba năm sau khi qui đạo, Phaolô bị buộc phải rời khỏi thành phố qua cổng Kisan trong ban đêm do phản ứng của giới cầm quyền Do Thái đối với lời giảng của ông. Về sau Phaolô đến Jerusalem, gặp James Người công chính (Giacôbe hoặc Gia-cơ) và Peter, ông ở với Peter trong 15 ngày.
Sau chuyến viếng thăm Jerusalem, Phaolô đến thành Antioch, từ đó ông bắt đầu cuộc hành trình qua Cộng hòa Síp và miền nam vùng Tiểu Á để rao giảng Phúc âm của Giêsu - được biết đến với tên "Hành trình Truyền giáo Thứ nhất của Phaolô". Tại Derbe, Phaolô và Barnabas bị ngộ nhận là "thần linh... trong hình dạng loài người". Những thư tín của Phaolô nhắc đến việc ông giảng dạy tại Syria và Cilicia, sách Công vụ ký thuật rằng Phaolô "trải qua xứ Syria và Cilicia, làm cho các hội Thánh được bền vững".
Trong các cuộc hành trình truyền giáo, Phaolô thường chọn một hoặc hai người cùng đi với ông, đó là Barnabas, Silas, Titus, Timothy, John còn gọi là Mark, Aquila, Priscilla và thầy thuốc Luca. Ông nếm trải nhiều điều khổ ải dưới các hình thức khác nhau như bị giam cầm ở Philippi, bị roi vọt và ném đá, chịu đói khát, và suýt thiệt mạng vì một âm mưu sát hại ông.

### Thành lập các Giáo đoàn

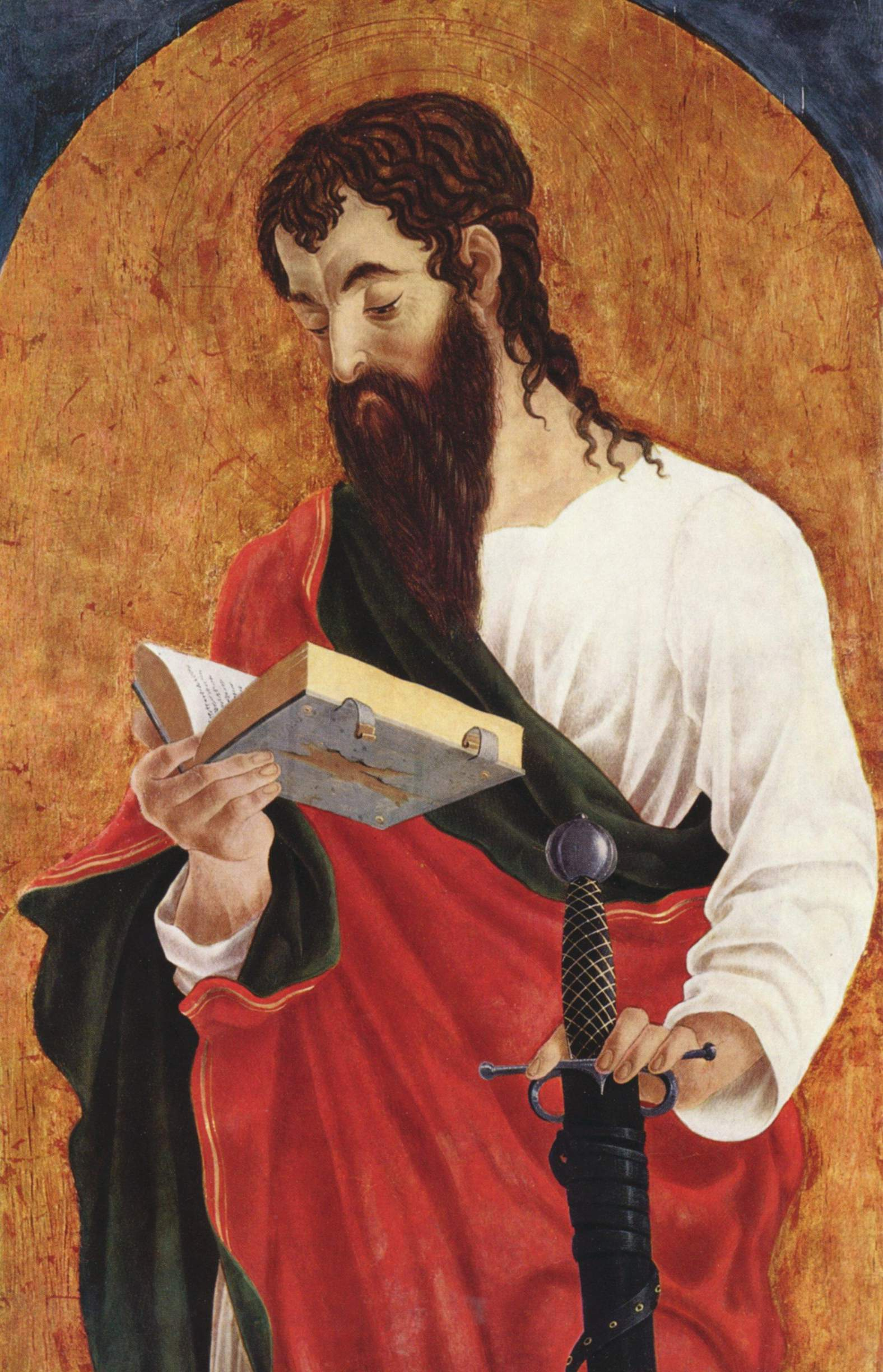
Phaolô với thanh gươm và sách

Trong những năm kế tiếp, Phaolô đi khắp phía tây của vùng Tiểu Á, lần này ông tiến vào xứ Macedonia và thành lập cộng đoàn Kitô giáo đầu tiên tại thành Philippi, tại đây ông phải đối diện với nhiều khó khăn. Phaolô thuật lại kinh nghiệm của mình:"Sau khi bị đau đớn và sỉ nhục tại thành Philippi, như anh em đã biết, thì chúng tôi trông cậy Thiên Chúa, cứ rao truyền Phúc âm của Thiên Chúa cách dạn dĩ giữa cơn đại chiến". Sách Công vụ, từ góc nhìn của một nhân chứng, thuật lại việc Phaolô đuổi quỷ khỏi một phụ nữ nô lệ, làm người ấy mất khả năng bói toán và vì vậy làm giảm trị giá của người nô lệ; do đó, chủ nô cho ông là "kẻ cắp", và nộp ông cho quan quyền. Sau khi được trả tự do vì không có chứng cứ buộc tội, Phaolô đi đến thành Thessalonica, lưu lại ở đây một thời gian trước khi vào Hy Lạp. Trước tiên ông đến Athens, nơi ông có bài thuyết giảng đã trở thành huyền thoại trên đồi Areopagus khi ông soi dẫn cho những người có mặt ở đây biết ai là "Chúa Không biết" mà họ vẫn thờ phụng. Kế đó, Phaolô đến thành Corinth, lưu trú ở đó ba năm và viết thư nhất gởi tín hữu ở Thessalonica.
Một lần nữa, Phaolô lại vướng vào vòng lao lý ở thành Corinth khi một nhóm người Do Thái cáo buộc Phaolô "xúi giục dân chúng thờ Thiên Chúa cách trái nghịch với luật pháp". Phaolô bị kéo đến trước quan trấn thủ Gallio, nhưng ông này cho đây là việc không đáng quan tâm và bác bỏ cáo trạng. Một di chỉ ở Delpphi có nhắc đến tên Gallio, giúp xác định sự kiện này xảy ra trong năm 52, góp phần tái tạo bảng niên đại về cuộc đời của Phaolô.
Phaolô tiếp tục công cuộc rao giảng Phúc âm, thường được gọi là "Hành trình Truyền giáo Thứ ba", trải qua khắp vùng Tiểu Á và Macedonia, đến Antioch rồi quay trở lại. Nỗ lực thuyết giáo của Phaolô gặp phải những phản ứng giận dữ tại một hí viện ở Ephesus, khi lợi tức của giới thợ bạc ở đây bị thiệt hại do ảnh hưởng từ những lời thuyết giảng của ông. Thu nhập của những người này phụ thuộc vào nghề làm tượng nữ thần Artemis được cư dân địa phương sùng bái; hệ quả là đám đông bạo động vây phủ Phaolô khiến ông và những người bạn suýt bị mất mạng. Về sau, khi Phaolô trên đường đến thành Jerusalem, có đi qua thành Ephesus nhưng không lưu lại ở đó vì ông phải đến Jerusalem cho kịp Lễ Ngũ Tuần. Dù vậy, Phaolô đã triệu tập các trưởng lão của hội Thánh tại Ephesus đến gặp ông tại Miletus. Tại đây, Phaolô giãi bày với họ những trải nghiệm cá nhân cũng như khuyên bảo và khích lệ họ.

### Giam cầm
Khi đến Jerusalem, Phaolô đối diện với lời đồn đại cho rằng ông chống lại luật pháp Moses. Để chứng minh việc tuân giữ luật pháp, Phaolô giữ lời thề Nazarite với bốn người khác. Sau bảy ngày cho kỳ lễ tinh sạch gần trọn, Phaolô bị bắt giữ và hành hung ngay bên ngoài Đền thờ bởi một đám đông cuồng loạn kêu la: "Hỡi người Israel, hãy đến giúp với! Kìa, người này giảng dạy khắp thiên hạ, nghịch cùng dân, nghịch cùng luật pháp, và nghịch cùng chốn này nữa, đến nỗi hắn dẫn người Hy Lạp vào trong đền thờ, và làm cho nơi Thánh này bị ô uế". Khi một đội binh La Mã đến cứu Phaolô khỏi đám đông đang giận dữ, họ kéo đến cáo buộc Phao lô là kẻ mưu phản, "kẻ xách động thuộc phe Nazareth", kẻ rao giảng sự sống lại của người chết. Phaolô cố gắng giải thích và trình bày đức tin của mình với đám đông bằng ngôn ngữ của họ, có lẽ là tiếng Aram, nhưng đám đông càng bất bình kêu to, "Hãy cất người dường ấy khỏi thế gian, nó chẳng đáng sống đâu!" Phaolô viện dẫn quyền công dân La Mã để xin được xét xử tại Rôma, nhưng do sự trì trệ của tổng đốc Antonius Felix, ông bị giam giữ hai năm ở Caesarea cho đến khi quan tổng đốc mới, Porcius Festus, đến nhậm chức, nghe giải trình và cho giải Phaolô bằng đường biển đến La Mã, tại đây ông bị quản chế thêm hai năm, với điều kiện sống tốt hơn.

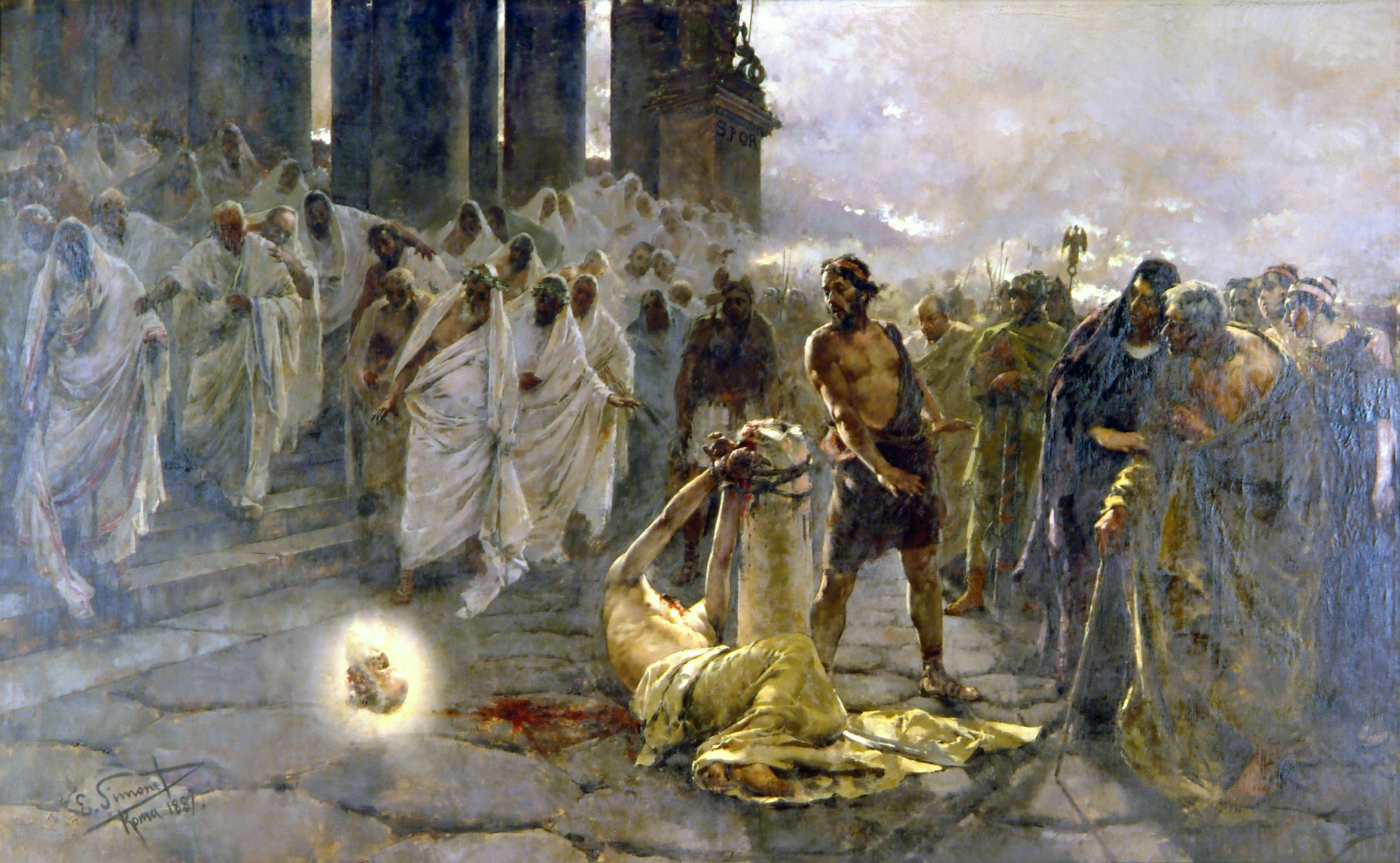
Lễ hành quyết Phaolô
Tranh sơn dầu trên vải của Enrique Simonet năm 1887

Đến đây chúng ta bị buộc phải dựa vào các truyền thuyết nếu muốn có thêm thông tin chi tiết về những ngày cuối cùng của Phaolô. Theo một truyền thuyết, Phaolô đã đến Tây Ban Nha và Anh quốc. Có lẽ Phaolô đã có ý định ấy, nhưng vẫn không có chứng cớ ông đã thực hiện chuyến đi. Theo một truyền thuyết khác, Phaolô đã chết ở La Mã. Eusebius thành Caesarea (khoảng 275 – 339) cho rằng Phaolô đã bị xử chém đầu trong thời trị vì của Nero, Hoàng đế La Mã, có thể là năm 64, khi thành La Mã bị thiêu rụi bởi một cơn hoả hoạn, hoặc vài năm sau đó, khoảng năm 67.

### Đến La Mã, những ngày sau cùng
Sách Công vụ các Sứ đồ ký thuật chi tiết hành trình chuyến đi của Phaolô từ Caesarea đến La Mã. Quản cơ Julius giải giao Phaolô và những tù nhân khác bằng thuyền, có lẽ Luca và Aristarchus cùng đi trên tàu. Vì đang mùa giông bão, cuộc hành trình vừa chậm vừa gian khổ. Họ đi dọc bờ biển Syria, Cicilia và Pampylia. Đến thành Myra trong xứ Lycia, tù nhân được chuyển sang một tàu khác để đến Ý. Phải khó nhọc lắm tàu mới cập bến Mỹ Cảng trên đảo Crete. Phaolô đưa ra lời khuyên nên nghỉ đông ở đây, nhưng họ không chịu nghe theo và tiếp tục cuộc hành trình. Tàu bị bão, trôi giạt trong mười bốn ngày, sau cùng bị mắc cạn trên bờ biển Malta. Đoàn người phải lưu lại trên đảo suốt ba tháng, ở đó Phaolô chữa lành bệnh sốt và bệnh lỵ cho thân phụ của tù trưởng của đảo, Publius, và những người khác. Khi mùa xuân đến, đoàn người lại lên đường.
Sách Công vụ ký thuật cuộc đời của Phaolô cho tới khi ông đến La Mã, lúc ấy ước chừng 61 tuổi. Cuốn sách kết thúc với những lời cáo trách của Phaolô khi nói chuyện với một nhóm người Do Thái tìm đến để tra hỏi và chế giễu ông về Phúc âm: 
Hãy đến nơi dân này và nói rằng;
Các ngươi lấy tai nghe mà chẳng hiểu chi;
Lấy mắt xem mà chẳng thấy gì;
Vì lòng dân này đã nặng nề;
Họ bịt tai; Họ nhắm mắt;
E rằng mắt mình sẽ thấy,
Tai mình sẽ nghe,
Lòng mình sẽ hiểu,
Và họ sẽ trở lại,
Để ta chữa lành chăng.
Vậy, hãy biết rằng
Sự cứu rỗi này của Thiên Chúa đã sai đến cho người ngoại;
Những người đó sẽ nghe theo vậy.

## Tác phẩm

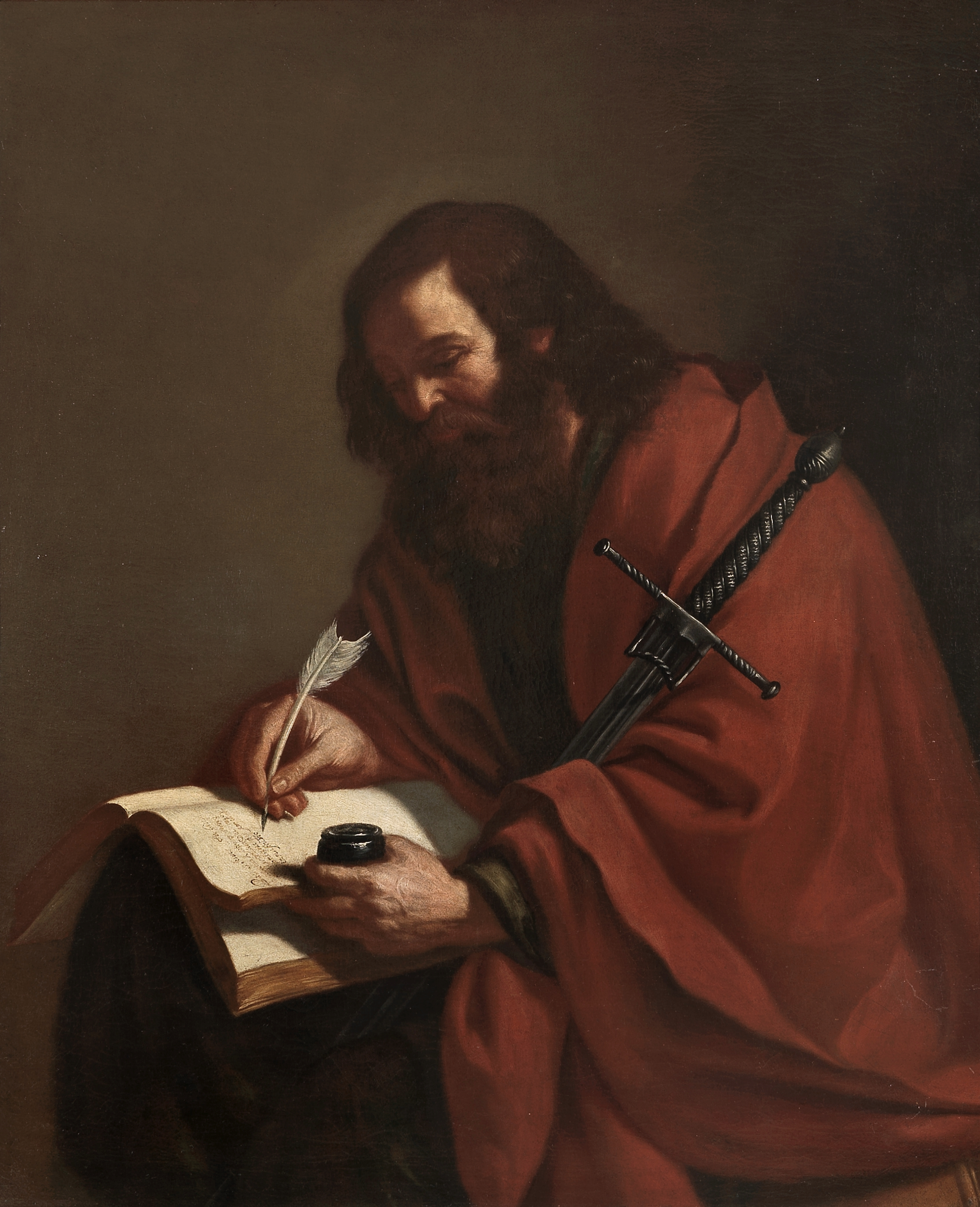
Phaolô viết các thư tín

Phaolô viết nhiều thư tín gởi các hội Thánh và những cá nhân. Tuy vậy, có lẽ có một số đã không còn được lưu giữ. 1Cor 5: 9 có thể được xem như là một gợi ý về thư tín trước đó ông đã gởi các tín hữu thuộc giáo đoàn Corinth nhưng nay không còn. Những thư tín vẫn còn lưu giữ đều được đưa vào Tân Ước, theo thứ tự từ dài đến ngắn. Có một ít thư tín được viết trong khi ông bị giam giữ, thường được gọi là "thư viết trong tù", theo truyền thuyết những lá thư này được viết ở La Mã.
Những thư tín có được sự đồng thuận về quyền tác giả của Phaolô:
- Thư gửi tín hữu Rôma
- Thư thứ nhất gửi tín hữu Côrintô
- Thư thứ hai gửi tín hữu Côrintô
- Thư gửi tín hữu Galát
- Thư gửi tín hữu Philípphê*
- Thư thứ nhất gửi tín hữu Thêxalônica
- Thư gửi ông Philêmon*

Những "thư tín giống như của Phaolô" (nhiều học giả tin rằng như thư này không phải do chính Phaolô viết, nhưng thường được cho rằng ông là tác giả)
- Thư gửi tín hữu Êphêsô*
- Thư gửi tín hữu Côlôsê*
- Thư thứ hai gửi tín hữu Thêxalônica

Những thư tín mục vụ của Phaolô:
- Thư thứ nhất gửi ông Timôthê
- Thư thứ hai gửi ông Timôthê
- Thư gửi ông Titô

Ghi chú: Những thư tín có dấu * thuộc nhóm những bức thư viết trong tù.

## Thần học
Tư tưởng của Phaolô ảnh hưởng đậm nét trên thần học Kitô giáo trong những lãnh vực như đức tin, sự xưng công chính, cứu rỗi, mối quan hệ giữa Kitô hữu và luật pháp Moses, Kitô học (Christology), Thánh Linh học, nguyên tội, chung thời học (eschatology) và bản chất của đời sau, cũng như vị trí của Kinh Thánh Do Thái trong Kitô giáo.

### Đức tin và Sự xưng công chính

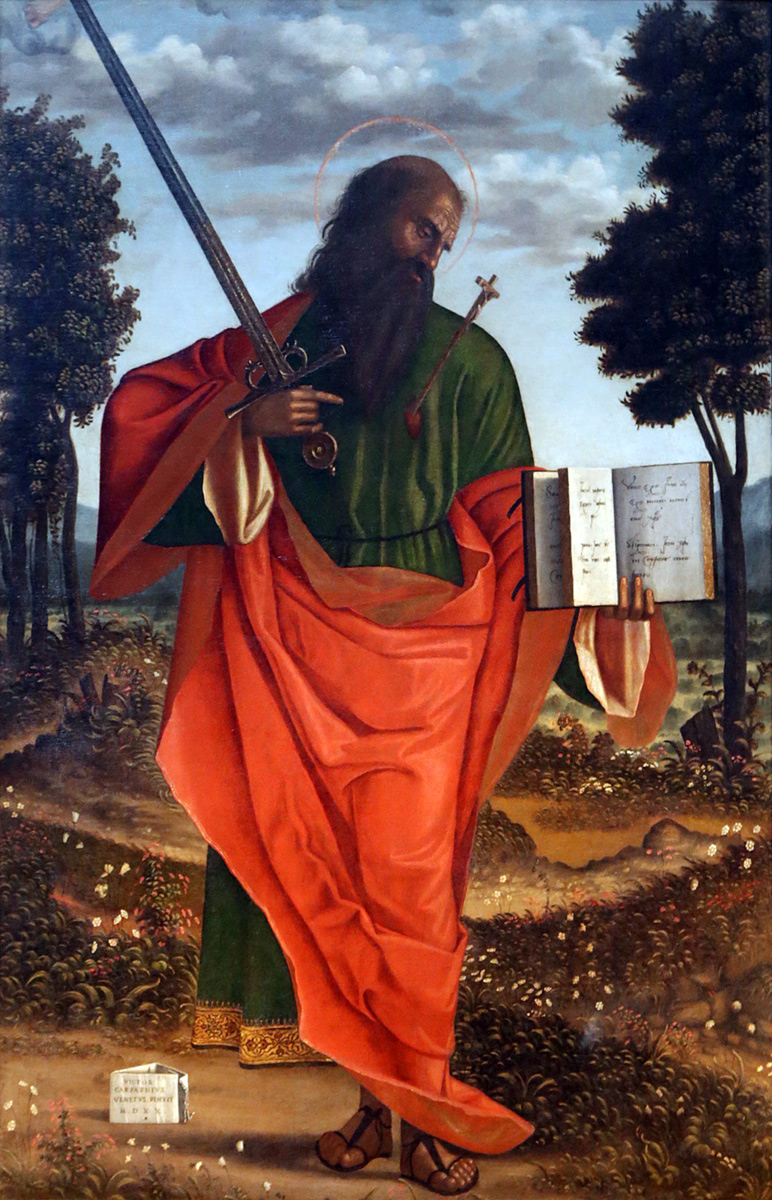
Thánh Phaolô với cây kiếm và cuốn sách kinh thánh

Phaolô tập chú vào vị trí trọng tâm của đức tin trong sự cứu rỗi được ban cho qua sự chết chuộc tội của Chúa Giêsu, và khả năng được xưng công chính qua đức tin ấy. Một trong những điều Phaolô xác định rõ ràng đã trở nên rất nổi tiếng: "Vì chúng ta kể rằng người ta được xưng công bình bởi đức tin, chớ không phải bởi việc làm theo luật pháp", luôn luôn nhấn mạnh đến mối quan hệ giữa sự xưng công chính và đức tin.
Xưng công chính là một ý niệm về pháp chế. Được xưng công chính nghĩa là được tuyên bố trắng án. Vì mọi người đều là tội nhân, chúng ta chỉ có thể được trắng án khi Chúa Giê-xu thế chỗ chúng ta bằng cái chết đền tội thay trên cây thập tự. Như thế, theo cách nói của Phaolô tội nhân "được xưng công chính bởi đức tin," ấy là bằng cách hiệp nhất với Chúa Kitô, tội nhân đồng chết và đồng sống lại với ông. Tuy nhiên, cần biết rằng được xưng công chính không có nghĩa là vì chúng ta hiệp nhất với Chúa Kitô trong sự vô tội của ông, mà vì sự chết hiến tế của đấng vô tội mang lấy hình phạt của chúng ta là tội nhân xứng hiệp với sự đoán phạt thiên thượng.
Để làm sáng tỏ ý nghĩa của đức tin, nhờ đó mà tội nhân được xưng công chính, Phaolô nhắc đến Abraham, người đã tin tưởng lời hứa của Thiên Chúa rằng ông sẽ trở nên tổ phụ của nhiều dân tộc. Phaolô giải thích rằng, "Phúc âm đã được rao truyền trước cho Abraham." Điều này cũng phù hợp với luận điểm của Phaolô về sự hiện hữu từ trước vô cùng của Chúa Giêsu, nghĩa là ông là Thiên Chúa.
Cùng với sự dạy dỗ của Phaolô về sự phục sinh và sự sống vĩnh hằng, cái nhìn thấu suốt của Phaolô về thần học đức tin và sự xưng công chính là chủ đề của nhiều sự luận giải, dẫn đến những tranh luận về việc xưng công chính chỉ bởi đức tin đối nghịch với sự xưng công chính bởi đức tin và công đức. Hầu hết các giáo hội Kháng Cách khẳng quyết rằng tư tưởng Phaolô đã giúp hình thành định nghĩa cho rằng sự cứu rỗi đến chỉ từ đức tin mà không bởi bất cứ nỗ lực bên ngoài nào của tín hữu (xem Năm Tín lý Duy nhất), bất đồng với quan điểm của Công giáo Rôma và Chính Thống giáo cho rằng ý tưởng của Phaolô đã bị hiểu sai và không phù hợp với lời dạy của James (Giacôbê hoặc Gia-cơ): "Nhơn đó anh em biết người ta cậy việc làm được xưng công bình, chớ chẳng những là cậy đức tin mà thôi."

### Sự Cứu rỗi và Luật pháp Moses
Vấn đề có còn cần thiết phải tuân giữ Luật pháp Moses để được cứu rỗi đã được nêu lên trong thời kỳ Hội Thánh tiên khởi tại Giáo hội nghị Jerusalem, ở đó quan điểm của Phaolô đã tạo ra ảnh hưởng đáng kể. Những tác phẩm của Phaolô trình bày giáo thuyết cho rằng có được sự cứu rỗi không phải bởi nỗ lực tuân giữ luật pháp Moses nhưng do đức tin tiếp nhận Chúa Giê-xu. Phaolô xác định rõ ràng rằng không có sự phân biệt nào hết giữa người Do Thái và các dân tộc khác "vì mọi người đều phạm tội, thiếu mất sự vinh hiển của Thiên Chúa." Vì vậy Phaolô được xem là nhân tố chính thúc đẩy việc chấp nhận người "ngoại bang" (không phải dân Do Thái) gia nhập Kitô giáo mà không có bất cứ yêu cầu tuân giữ nghi thức Do Thái như phép cắt bì hoặc kiêng cữ một số thức ăn.

### Nguyên tội
Trong Tân Ước, giáo lý nguyên tội (tội tổ tông) được luận giải mạch lạc bởi Phaolô. Ông viết: "Bởi một người mà tội lỗi vào trong thế gian, lại bởi tội lỗi mà có sự chết, thì sự chết đã trải qua hết thảy mọi người như vậy, vì mọi người đều phạm tội...." Về sau giáo lý này được trình bày cặn kẽ bởi các nhà thần học Kitô giáo, nổi bật nhất là Augustine thành Hippo. (Xem Nguyên tội)

### Chúa Giêsu và Chúa Thánh Linh

#### Chúa Giêsu

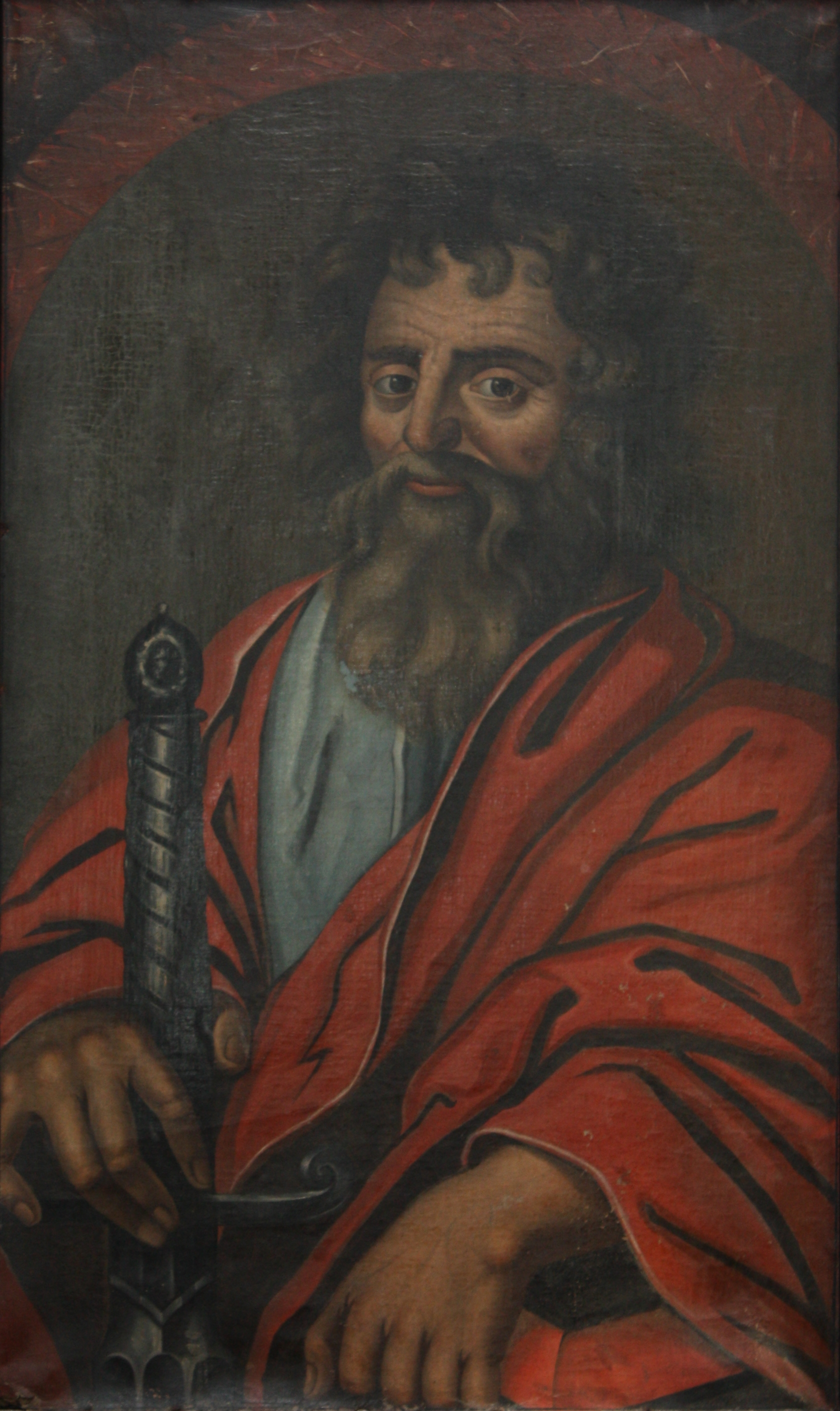
Thánh Phaolô cầm cây gươm

Trong các thư tín của mình, Phaolô có nhắc đến các sự kiện quan trọng trong cuộc đời Chúa Giêsu
như bữa ăn cuối cùng của ông với các môn đồ, sự chết trên thập tự giá, và sự sống lại. Phaolô cũng miêu tả Chúa Giêsu là người Do Thái thuộc dòng dõi Vua David. Ông tập chú vào bản chất của mối quan hệ giữa tín hữu Cơ Đốc với Chúa Giê-su, nhất là sự chết chuộc tội của ông. Phúc Âm Máccô chép rằng Chúa Giêsu đã "phó sự sống mình là giá chuộc cho nhiều người." Trong các thư tín của mình, nhất là trong Thư gửi tín hữu Rôma, Phaolô đã triển khai mạch lạc và cặn kẽ ý niệm về hành động cứu chuộc của Chúa Giêsu.
Theo luận giải của Phaolô, dưới luật pháp mọi người đều là tội nhân, nhưng những ai tiếp nhận Chúa Giêsu thì "nhờ ân điển ông mà được xưng công chính bởi sự cứu chuộc đã làm trọn trong Chúa Giêsu Kitô." Họ được "cứu chuộc" vì Chúa Giê-xu đã đền tội thay cho họ; bởi sự chết của ông mà họ được phục hòa với Thiên Chúa. Như thế, sự chết của Chúa Giêsu là sự hiến tế chuộc tội cho con người nhằm làm dịu cơn thịnh nộ của Thiên Chúa đối với tội nhân. Ấy là ân điển của Thiên Chúa, và chỉ bởi đức tin mà con người mới có thể nhận lãnh ân điển ấy.
Phaolô luận giải xác tín của ông trong giáo lý về thần tính của Chúa Kitô. Ông viết: "Vì muôn vật đã được dựng nên trong ông (Chúa Kitô), bất luận trên trời, dưới đất, vật thấy được, vật không thấy được, hoặc ngôi vua, hoặc quyền cai trị, hoặc chấp chánh, hoặc cầm quyền, đều là bởi ông và vì ông mà được dựng nên cả. ông có trước muôn vật, và muôn vật đứng vững trong ông". Phaolô cũng miêu tả Chúa Giêsu là "ảnh tượng của Thiên Chúa" ("Ấy chính ông là hình ảnh của Thiên Chúa không thấy được, là Đấng sanh ra đầu hết thảy mọi vật dựng nên.")

#### Chúa Thánh Linh
Tương tự, Phaolô cũng trình bày một học thuyết vững chắc về Chúa Thánh Linh. Phần lớn Thư gởi tín hữu ở La Mã và phần cuối Thư thứ hai gởi tín hữu ở Corinth miêu tả Chúa Thánh Linh bình đẳng với Chúa Cha và Chúa Con, giúp hình thành giáo lý Ba Ngôi. Trong thư gởi tín hữu ở Galatia, Phaolô giải thích rằng việc tín hữu nhận lãnh Chúa Thánh Linh là do lời hứa Thiên Chúa dành cho Abraham thể hiện qua sự chết cứu chuộc của Chúa Giêsu, và xác chứng rằng, "Nếu anh em thuộc về Chúa Cơ Đốc, thì anh em là dòng dõi của Abraham, tức là kẻ kế tự theo lời hứa."
Khi xem xét đến việc thực hành các ân tứ được ban cho từ Chúa Thánh Linh, Phaolô đã đưa ra những hướng dẫn cụ thể trong thư gởi tín hữu ở Corinth. với lời cảnh báo cần cẩn trọng với khả năng nói tiếng lạ trong trạng thái xuất thần, ngược lại vị sứ đồ khuyến khích những lời khuyên bảo có thể thông hiểu và gây dựng đức tin, ông cũng đặc biệt quan tâm đến việc duy trì trật tự trong hội Thánh.
Dựa trên nguyên tắc vàng "Mọi sự đều có phép làm, nhưng chẳng phải mọi sự đều có ích và làm gương tốt" ông đưa ra lời khuyên chớ nên ăn thịt hiến tế cho các thần linh. Theo tập tục thời ấy, thịt thường được hiến tế trong các đền thờ trong những ngày lễ hội tôn giáo linh đình và trác táng.
Phaolô miêu tả Chúa Thánh Linh là sức mạnh hiệp nhất, dù có nhiều ân tứ khác nhau nhưng tất cả đều là sự ban cho của Chúa Thánh Linh. Ông ví von hội Thánh giống như thân thể con người, có chân tay và các cơ quan khác nhau nhưng chỉ là một thân thể; mọi thành viên của hội Thánh "đều đã chịu phép báp têm chung một Thánh Linh để hiệp làm một thân; và chúng ta đều đã chịu uống chung một Thánh Linh nữa." Như thế, để gây dựng và phát triển hội Thánh, tín hữu được ban cho các ân tứ khác nhau như giảng dạy, an ủi khích lệ, chữa bệnh, nói tiên tri và làm phép lạ. Phaolô cũng liệt kê các phẩm chất cần có cho mỗi Kitô hữu mà ông gọi là "Trái của Thánh Linh": lòng yêu thương, sự vui mừng, bình an, nhịn nhục, nhân từ, hiền lành, trung tín, mềm mại và tiết độ. Song, Phaolô gọi tình yêu thương là "sự ban cho lớn hơn hết", và ông khuyên mọi tín hữu cần ước ao ân tứ này.
Mặc khác, Phaolô cũng dạy về sự sống mới trong sự dẫn dắt của Chúa Thánh Linh, và sự xác tín trong lòng của tín hữu để họ có thể tin quyết vào địa vị làm con Thiên Chúa.

## Các Vấn đề Xã hội
Quan điểm của Phaolô về các vấn đề xã hội cũng có ảnh hưởng lớn trên nền văn hoá Kitô như những quan điểm thần học của ông.

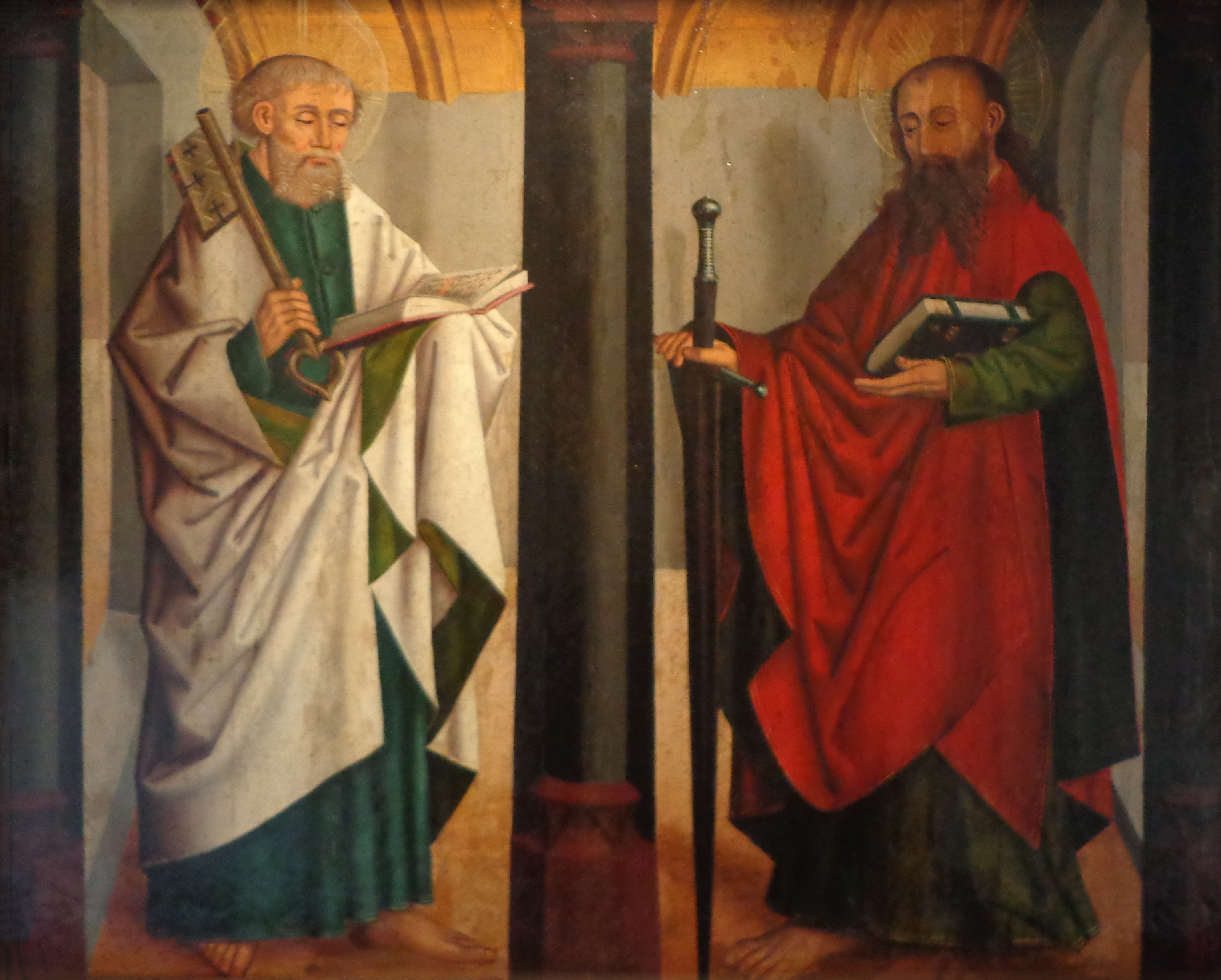
Sứ đồ Phêrô và Tông đồ Phaolô,
tranh của viện bảo tàng Đức Musée de l’Œuvre Notre-Dame

Trong thư gởi tín hữu ở Colossae, Phaolô cho biết người theo Chúa cần phải có cuộc sống tích cực như thế nào - ấy là theo đuổi những chuẩn mực của thiên đàng, không phải của trần thế. Trong suốt nhiều thế kỷ, những chuẩn mực ấy có ảnh hưởng đáng kể trên xã hội phương Tây. Phaolô kết án những hành vi như bất khiết, dâm dục, tham lam, giận dữ, vu khống, phỉ báng, dối trá và phân biệt chủng tộc trong khi ông đề cao những đức hạnh như nhân ái, tử tế, nhẫn nại, tha thứ, yêu thương, hòa bình, và biết ơn.
Phaolô kết án sự dâm dục và việc thực hành đồng tính luyến ái, ông viết "Hãy tránh xa sự dâm dục. Mặc dầu người ta phạm tội gì, tội ấy còn là ngoài thân thể; nhưng kẻ buông mình vào sự dâm dục, thì phạm đến chính thân thể mình."
Phaolô cũng dạy về sự tự do trong Chúa Kitô, sự thờ phượng đúng cách và kỷ cương trong hội Thánh, sự hiệp nhất của các tín hữu, và hôn nhân. Phaolô khuyến khích tín hữu theo đuổi cuộc sống độc thân "vì cớ tai vạ hầu đến", nhưng cảnh báo rằng cả cuộc sống hôn nhân và cuộc đời độc thân đều có thể không tốt nếu không thuận phục ý Chúa. Ông nhắc nhở, "Vậy tôi nói với những kẻ chưa cưới gả và kẻ góa bụa rằng ở được như tôi thì hơn. Song nếu họ chẳng thìn mình được, thì hãy cưới gả; vì thà cưới gả còn hơn để cho tình dục un đốt."
Về việc sở hữu nô lệ, Phaolô dạy rằng vì ngày Chúa Giêsu tái lâm đã gần kề, tín hữu nên chú tâm vào đời sống đức tin hơn là vào địa vị xã hội. Phaolô khuyên nhủ người nô lệ nên trung tín phục vụ chủ mình và người làm chủ phải tôn trọng và đối đãi tử tế với nô lệ hoặc người làm công "vì biết rằng cả hai đều có một chủ chung trên trời, và trước mặt ông chẳng có sự tây vị ai hết." Phaolô cũng tìm cách chuộc Onesimus, một nô lệ bỏ trốn, và yêu cầu người chủ xem Onesimus "không phải là nô lệ nữa, nhưng như anh em rất yêu dấu." Nhiều người xem đây là một hành động biểu thị tinh thần chống sở hữu nô lệ của Phaolô, đặc biệt là trong bối cảnh xã hội thời ấy, xem việc sở hữu nô lệ là một quyền công dân.